# 维利·班德霍尔茨
维利·班德霍尔茨（德語：Willy Bandholz，1912年7月28日—1999年1月29日），德国男子手球运动员。他曾代表德国国家队参加1936年夏季奥林匹克运动会室外手球比赛，获得一枚金牌。